# Egon (album)
Egon je debitantski studijski album slovenskega raperja Mita, ki je izšel 3. decembra 2011 v samozaložbi. Večino glasbe je produciral frontman kolektiva Tekochee Kru, Šuljo (pravo ime Andrija Šulić).
Album je bil posnet v stari hiši Liziki, v kateri so Mito in celotna ekipa Tekochee Kru preživeli večji del svoje mladosti in tam tudi ustvarili večji del svoje dotedanje diskografije. V pesmi "Prešern" se Mito primerja s slovenskim pesnikom Francetom Prešernom.

## Seznam pesmi
Vsa besedila je napisal Andrej Janžekovič. Vso glasbo je napisal in sproduciral Andrija Šulić, razen kjer je to navedeno.
| Št. | Naslov                               | Glasba in produkcija      | Dolžina |
| --- | ------------------------------------ | ------------------------- | ------- |
| 1.  | „No hay banda‟                       |                           | 0:29    |
| 2.  | „Andro Sound‟                        |                           | 2:49    |
| 3.  | „Obsceno‟                            | Ghet                      | 2:50    |
| 4.  | „Mito prie v klub (In jaz sn zravn)‟ |                           | 2:41    |
| 5.  | „Hejaj‟ (feat. Emkej)                | Medo, Tamau (Jure Plešic) | 3:28    |
| 6.  | „Prešern‟                            |                           | 3:39    |
| 7.  | „Tablete (Skit od skita)‟            |                           | 0:41    |
| 8.  | „Pobral sn vse rime na ITO (Skit)‟   |                           | 1:41    |
| 9.  | „Delfin‟                             |                           | 2:57    |
| 10. | „Mam problem (Niam problem)‟         |                           | 3:45    |
| 11. | „M.S.T.S.Y.‟                         | Šuljo, Gersh, Stash       | 3:00    |
| 12. | „Neki posebnež‟                      |                           | 2:49    |
| 13. | „Clamedia‟                           |                           | 3:44    |
| 14. | „Utakmica‟ (feat. Šuljo)             |                           | 4:21    |
| 15. | „Mito bekrijo‟                       |                           | 2:45    |
| 16. | „Sebičn‟                             | Sniki                     | 3:45    |
| 17. | „Egon‟                               |                           | 4:01    |
| 18. | „Reper ata rata reper‟ (bonus pesem) |                           | 3:36    |

## Zasedba
- Mito – vokal, besedila
- Šuljo (Andrija Šulić) – beati, aranžmaji, produkcija, miks
- Nenad Cizl – oblikovanje